# Gorgonia stenobrochis
Gorgonia stenobrochis är en korallart som beskrevs av Achille Valenciennes 1846. Gorgonia stenobrochis ingår i släktet Gorgonia och familjen Gorgoniidae. Inga underarter finns listade i Catalogue of Life.